# SNH48

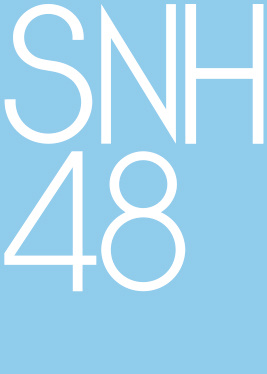
SNH48象徵標誌

SNH48是一個在2012年於中國上海成立的中國大型青春女团，亦是目前全球华语区规模最大的青春女团，隶属于上海丝芭文化传媒集团有限公司。SNH48的基本定位是基于「可面对面偶像」的造星理念，具备互联网思维和参与感精神的近距离养成式大型青春女团。SNH48目前分为Team SII、Team NII、Team HII、Team X四支队伍，并拥有「IDOLS Ft」、「SNH48 Group海外练习生」、「SNH48 Group明星殿堂」、「JNR48」和「五月薇VIV」五项计划。
除上海外，SNH48 Group在北京，广州等中国主要中心城市和地区有区域专属剧场、偶像培训中心等线下实体网络及相应的姊妹女团，形成覆盖全国各主要区域的女团联盟。目前分团包括以北京為中心活动的BEJ48，以廣州為中心活动的GNZ48，重慶为中心活动的CKG48以及以成都为中心活动的CGT48。2017年成立的以瀋陽為中心活动的SHY48，在2019年1月19日丝芭传媒对旗下团体实施重组后，该团的活动已完全终止。

## 概要

### 簡介
SNH48是一個以上海為中心活動的中國本土化大型青春女团，組合名稱取自“上海”拼音（Shanghai）的縮寫「SNH」，于部分场合会使用名称“上海丝芭女子组合”。SNH48最初是AKB48的第七個姊妹團體，亦是其繼JKT48後第二個海外姊妹團體，曾有AKB48成员移籍加入SNH48，SNH48初期演出公演及发行EP与专辑亦为AKB48集团歌曲的中文翻唱，直至2016年6月9日，AKB48运营方称SNH48违反合约，将对SNH48运营方进行重新评估并删除AKB48官方网站上SNH48相关的所有资料和广告。而SNH48运营方亦在隔天，即2016年6月10日，回应称不存在所谓的违规行为，称双方为技术合作关系，同时也撤下SNH48官方网站上AKB48相关资料，至此双方事实上终止合作关系。SNH48以O2O（Offline To Online）偶像SNS（Social Networking Services，即社交网络服务）为其基本运营模式，以位于上海市虹口区嘉兴路267号的星夢劇院为其专属实体剧场，於2013年8月30日開業。SNH48的特点为规模庞大，人数众多，区域落地。其联盟构架涵盖子团、队和个人，内涵养成过程中的内部竞争机制和游戏化的成长逻辑。

## SNH48 Group
SNH48 Group為SNH48與其姐妹团的統稱。2016年4月20日，經紀公司絲芭傳媒在北京舉行發佈會，宣布启动覆盖全国各核心城市的姐妹团体落地计划，通过建设多个独立运营的姐妹团体使SNH48的商业模式进入全新的生态化发展阶段，并對SNH48首批姐妹团BEJ48和GNZ48进行了首次发布，BEJ48和GNZ48分別以北京和廣州為中心進行演藝活動。2016年7月30日，絲芭傳媒在SNH48第三屆總決選演唱會宣佈以瀋陽為中心進行演藝活動的SNH48第三個姊妹團SHY48成立。2017年6月2日，絲芭傳媒在SNH48 Group第四屆總決選啟動儀式宣佈以重慶為中心進行演藝活動的SNH48第四個姊妹團CKG48成立。2017年9月25日，成都少城國際文創矽谷推介暨青羊區文創項目簽約儀式上，絲芭傳媒宣布将成立以成都為中心進行演藝活動的CGT48，但相关企划其后被搁置。2023年2月25日，絲芭傳媒在SNH48 Group第九届年度金曲大赏BEST 50演唱会宣佈CGT48成立。姐妹团之中，SHY48和CKG48两个分团的各支队伍在2019年1月的大重组后宣告解散。虽然CKG48在同年3月即宣告重组，但成员及团体构成与重组前并不相同，成员全部是来自同年新建立的IDOLS Ft。
SNH48 Group除了SNH48以及其姐妹團外，另外也成立了多項組成計劃，目前包括「IDOLS Ft」、「SNH48 Group海外練習生」、「SNH48 Group明星殿堂」、「JNR48」四項計畫。「SNH48 Group明星殿堂」是於2017年12月15日成立的計劃。運營公司將結合成員個人人氣及多方位發展潛力考量，達到大眾偶像級及社會影響力的将成員晉升至SNH48 Group明星殿堂。晉升SNH48 Group明星殿堂後的成員將會成立个人工作室，並以個人名義進行演藝，表演和其他各类商业和社会活动；「IDOLS Ft」是於2019年1月19日成立的大型网络偶像养成女团。该团体的成员主要通过口袋48等絲芭傳媒集團的自有渠道，及第三方合作的互联网互动平台与粉丝们互动，实现完全基于互联网的偶像养成运营模式。 作为SNH48 Group的组成部分，IDOLS Ft的成员也将有机会通过粉丝和互联网全民制作人的支持和选拔，加入到SNH48及其姐妹團；「SNH48 Group海外練習生」是於2019年1月19日成立的練習生計劃。该計劃將選拔SNH48 Group 16至18歲年齡段的成員，前往絲芭傳媒海外培訓基地接受為期兩年的高級別、高強度、高水準的封閉培訓。SNH48 Group海外練習生有別於SNH48的「養成系偶像」模式，以實現SNH48 Group偶像養成和造星模式多樣化的結合；「JNR48」是於2020年1月2日成立的少兒練習生計劃。该计划将不定期选拔6—14岁的练习生，作为SNH48 Group的预备新生力量，该团体由上海笑源艺术团负责运营。

## 略歷

### 2012年
- 4月21日，AKS及上海久尚时尚集团於上海舉行的「AKB48全面進軍中國發佈會」上宣佈成立SNH48，並在同年8月初開始全國一期生招募活動[11]。
- 7月12日，开始招募一期生，報名人數為38066人[12][13]。
- 8月24日，AKB48於日本東京巨蛋舉行的「AKB48 in TOKYO DOME ～1830m的夢想～」演唱會第一天活動結束前，AKB48劇場經理戶賀崎智信宣布將會進行第二次的成員組閣。在該次重組中，AKB48成員宮澤佐江及鈴木瑪莉亞將於年底前離開原屬的團體並移籍至SNH48，成為SNH48最早公開的正式成員[14][15]。
- 10月14日，举行第一期成員發表記者會，共有26名获选[16]。
- 10月27日，於上海虹口区东嘉兴路267号的SNH48專用劇場「星夢劇院」開始動工[17]。

### 2013年
- 1月12日，在上海浅水湾文化艺术中心举办「Give Me Power!」公演，這是團體組成後的首次公開表演。
- 3月31日，開始招募二期生，報名人數為47967人[18]。
- 4月17日，18位一期生升格为正式成员[19]。
- 5月20日，於上海宝钢大舞台舉辦了「525 祈福雅安，SNH48春季新歌演唱會」首場演唱會[20]。
- 6月13日，發行第1張EP《无尽旋转》[21][22][23]。
- 8月2日，發行第2張EP《飛翔入手》[24][25]。
- 8月2日，在SNH48星梦剧院公布34名二期生成员[26]。
- 8月30日，专属剧院「SNH48星夢劇院」正式开业，一期生舉行「最後的鐘聲響起」公演首演[27]。
- 11月2日，二期生舉行「劇場女神」公演首演。
- 11月11日，官方正式宣布Team SII与Team NII成立，并公布了两组的成员以及宣布莫寒获委任为第一任Team SII队长[28]。
- 11月16日，在广州国际体育演艺中心舉辦了「中國移動「咪咕和Ta的朋友」～這些年，我們一起追過的SNH48～ SNH48廣州萬人演唱會」演唱會[29]。
- 11月25日，發行第3張EP《愛的幸運曲奇》。
- 12月27日，Team SII舉行「永恆之光」公演首演。

### 2014年
- 1月18日，在上海大舞台舉辦了「SNH48出道一周年「红白对决」大型演唱会」[30]，同時宣布開始招募三期生[31]。
- 3月12日，發行第4張EP《心電感應》[32]。
- 4月25日，Team NII舉行「逆流而上」公演首演[33]。
- 5月10日，發行第1張專輯《一心向前》。同日，运营宣布经Team NII成员投票选出，徐言雨获委任为第一任Team NII队长[34]。
- 5月30日，Team SII舉行「不眠之夜」公演首演[35]。
- 7月26日，在上海国际体操中心舉辦了SNH48第一届总选举，最終Team SII的成員吴哲晗以19281票獲得冠軍；同时也对外发布了三期生30人[36]。
- 8月8日，开始招募四期生[37]。
- 9月5日，公布三期生队伍配属名单，宣布Team HII正式成立[38]。
- 10月11日，Team NII舉行「前所未有」公演首演。
- 10月12日，發行第5張EP《呜吒》[39]。
- 10月24日，Team HII舉行「青春派對」公演首演[40]。
- 11月7日，Team SII舉行「勇氣重生」公演首演[41]。

### 2015年
- 1月5日，发布官方手机应用软件“口袋48”。[42]
- 1月8日，经纪公司发表公告，由于Team NII成员徐言雨于2014年11月9日N队生日主题公演中，不遵守成员守则，不听从公司指导，作出不当行为，影响个人和团体形象。经纪公司已在先前作出自2014年11月10日起暂停徐言雨参加两周公演，并暂停担任N队队长职务的处罚。其后，徐言雨以私人理由离队，在社交平台发布有关言论。公司与其本人及家长沟通后，徐言雨承诺于2015年1月7日归队。但截至公告发布日为止，徐言雨没有按照其承诺归队，并拒绝与公司进行联系。因此，经纪公司作出撤销其担任的Team NII队长职务和停止一切工作的处罚。
- 1月15日，發行第6張EP《青春的約定》。
- 1月31日，在上海体育馆舉辦了「SNH48年度金曲大賞BEST 30 2015」，同时有以下公佈[43]：
  - 公佈四期生18人；
  - 成立旗下影视公司「上海絲芭影視有限公司」；
  - 下张单曲名為《盛夏好声音》，将于3月在海外拍摄MV；
  - 将拍摄Team HII首支MV《悬铃木》和本次金曲大赏冠軍《狼与自尊》的MV。
- 2月13日，第二場羊年春晚結束後，官方發表以下公告：
  - 任命馮薪朵為新一任Team NII隊長，黃婷婷為副隊長[44]；
  - 任命王璐為第一任Team HII隊長，吳燕文為副隊長；
  - S隊成員吴哲晗，即日起移動至四期生新人隊，與其他四期生一同接受訓練，並暫停一切演藝活動[45]。
- 3月18日，開始招募五期生[46]。
- 3月28日，發行第7張EP《雨季之後》。
- 4月17日，四期生舉行「最后的钟声响起」公演首演，在公演结束后运营宣布Team X正式成立[47]。
- 4月24日，Team NII舉行「我的太陽」公演首演[48]。
- 5月7日，根据“口袋48”的投票结果，归属于Team X的降格4期生吴哲晗獲回復1期生身份及重返Team SII，並以兼任的方式留在Team X。吴哲晗因此成为SNH48首位同一团内兼任两个队伍成员的人员[49]。
- 5月8日，發行第8張EP《盛夏好聲音》。
- 5月29日，Team HII舉行「手牽手」公演首演[50]。
- 6月22日，SNH48首部紀錄片《少女的巴別塔》於星夢劇院首映。
- 6月26日，Team SII舉行「讓夢想閃耀」公演首演[51]。
- 7月25日，在上海梅賽德斯-奔馳文化中心舉辦了SNH48第二屆總選舉，最終Team SII的成員趙嘉敏以74393票獲得冠軍[52]；同時SNH48運營公司上海久尚演藝經紀有限公司正式宣佈更名為「上海絲芭文化傳媒有限公司」；同时也对外发布了五期生49人[53]。
- 9月13日，於劇場兩周年紀念公演上發表人事異動[54]：
  - 8名五期生提早升格為正式成員並於紀念公演下午場亮相，她們分別加入Team SII、Team NII及Team HII；
  - 莫寒因個人原因辭任Team SII隊長一職，由戴萌接任，莫寒轉任副隊長；
  - 李晶獲委任為第一任Team X隊長，邵雪聰為副隊長；
  - Team SII成員袁丹妮兼任Team HII，是繼吴哲晗後第二位兼任兩支隊伍的成員。
  - 由第二屆總選舉TOP 3成員趙嘉敏、鞠婧禕、李藝彤組成的小分隊「塞納河組合」正式出道，於紀念公演晚間場演唱新曲《苦與甜》[55]。
- 10月12日，發行第9張EP《萬聖節之夜》[56]。
- 10月15日，開始招募六期生[57]。
- 10月31日，在沪上红坊舉辦了SNH48首屆年度風尚大賞，並且前七名成员組成子團體「Style-7」[58]。
- 11月6日，Team X舉行「逆流而上」公演首演[59]。
- 12月4日，五期生举行“剧场女神”公演首演，在公演结束后运营宣布Team XII正式成立[60]。
- 12月26日，在上海國際體操中心舉辦了第二屆金曲大賞「SNH48第二屆年度金曲大賞BEST 30」，同时有以下公佈:
  - 将拍摄Team NII MV《BINGO!》和本次金曲大赏冠軍MV《夜蝶》；
  - 将拍摄SNH48全新的泳装单曲。選拔組将於4月前赴毛里求斯進行拍攝工作；
  - 於初春举行面向全国的盛大媒体公关发布活动，发布2016年的战略发展规划[61]。
- 12月28日，發行第10張EP《新年的鐘聲》[62]。

### 2016年
- 1月15日，Team NII舉行「十八個閃耀瞬間」紀念公演首演[63]。
- 1月18日，六期生加入。
- 2月26日，Team SII舉行「十八個閃耀瞬間」紀念公演首演[64]。
- 3月2日，Team NII成员唐安琪出外就餐时意外烧伤，被送往上海长海医院重症监护室接受治疗。7月，据主治医师称，唐安琪已完全脱离生命危险，已转入康复治疗。
- 3月16日，於2015年底宣佈自48集團畢業的Team SII成員宮澤佐江在星夢劇院舉行畢業公演。
- 3月25日，發行第11張EP《源動力》，是SNH48的首張原創EP[65]。
- 3月26日，Team HII舉行「偶像的黎明」公演首演，同場公佈11名升格成為正式成員的六期生[65][66]。
- 4月20日，經紀公司絲芭傳媒在北京舉行發佈會，並公佈以下事項:
  - 成立SNH48姊妹團體BEJ48、GNZ48，分別在北京及廣州新開設的星夢劇院進行公演[6]；
  - 成立三支新子團體，分別為Color Girls、7SENSES、電眼少女隊[67]；
  - 開始招募SNH48七期生、BEJ48一期生及GNZ48一期生[68]。
- 5月16日，經紀公司發表公告，由於Team XII成員程文路入團後多次違反守則，影響個人及團體形象，屢勸無效後決定作出強制退團懲罰，並追討違約賠償[69]。程文路成為第一名被經紀公司辭退的SNH48成員。
- 5月20日，發行第12張EP《夢想島》[70]；同日，Team SII舉行SNH48首套原創公演「心的旅程」的首演[71]。
- 5月23日，以00後14-16歲成員組成的小分隊「Color Girls」正式出道。
- 6月1日，SNH48第二部紀錄片《比翼齊飛》於星夢劇院首映[72][73]。
- 6月9日，AKB48宣佈“SNH48營運商單方面違反契約，所有日本國內姊妹團的官方網站即時將與SNH48有關的連結移除，與SNH48進入重新評估狀態，並表示BEJ48及GNZ48与AKB48并无关系，两团都不是AKB48集團的一部分。”[2]SNH48運營團隊翌日凌晨在官方網站發表聲明回應，指“SNH48是一个完全獨立、自主經營的中國本土化大型女子偶像團體，運營方在和AKB48之跨國姊妹團的技術合作關係中，不存在所謂的違規行為，所有日常運作一切如常，早前成立BEJ48和GNZ48和公布音樂内容原創戰略內容標誌着SNH48已經全面走向原創道路，原創作品亦得到極其良好的口碑，未來也會堅持走音樂原創道路。”[4]。
- 6月10日，AKB48宣佈因與SNH48進入重新評估狀態，解除鈴木瑪莉亞在SNH48的兼任，鈴木瑪莉亞將以AKB48 Team K成員身份繼續演藝活動，其名字亦已從SNH48官方網站及手機應用程式「口袋48」中除名。同日AKB48另一海外姊妹團，以印尼雅加達為基地的JKT48亦將SNH48有關的連結移除。
- 6月11日，據《南都娛樂週刊》報導，AKB48创始时出资人之一芝幸太郎在得知SNH48被除名後，立刻與資本方之一AKS公司原社長從新加坡致電給SNH48營運方，表示「完全理解並支持SNH48的原創戰略」，芝幸太郎認為SNH48在大陸發展得很好，已經超越當初日本營運方的期待，「也完全不存在所謂違規問題，作為當初決定建立跨國姐妹團合作關係的當事人，我們完全支持SNH48的立場，並願意在任何必要的場合親自出面證明這點。」报道称，芝幸太郎對於SNH48除名一事完全不知情，不排除是因為資本方內部股權產生變化导致[74]；同日，以成員中的遊戲高手組成的小分隊「電眼少女隊」以其專屬綜藝節目《超神偶像》正式出道[75]。
- 6月17日，Team X舉行「十八個閃耀瞬間」紀念公演首演[76]。
- 7月22日，Team NII舉行「专属派对」公演首演[77]。
- 7月30日，在上海梅賽德斯-奔馳文化中心舉辦了SNH48第三屆總決選，最終Team NII的成員鞠婧禕以230752.7票獲得冠軍[78][79]。
- 8月14日，SNH48運營團隊發表聲明，为实现下一阶段的发展目标，SNH48及其姐妹团体在成员全方位考核方面开始引入优胜劣汰的内部优化机制。受此影响，S、N两队共四位五、六期成员成为此机制下首批提前毕业的成员[80]。
- 9月15日，於中秋節特別聯合公演上發表以下事項：
  - 張怡獲委任為第一任Team XII隊長，劉增艷為副隊長[81]；
  - 公佈13名升格為正式成員的七期生[82]；
  - SNH48 Team X闫明筠由于个人学业问题，经公司和本人协商后，正式移籍BEJ48 Team B[83]。
- 10月12日，發行第13張EP《公主披風》[84]。
- 10月29日，Team X舉行「夢想的旗幟」公演首演[85]。
- 11月1日，開始招募SNH48八期生、BEJ48二期生、GNZ48二期生及SHY48二期生[86]。
- 11月5日，在上海世博創意秀場舉辦了SNH48第二屆年度风尚大赏[87]。
- 12月16日，Team HII舉行「十八個閃耀瞬間」公演首演[88]。
- 12月20日，發行第14張EP《新年這一刻》[89]。
- 12月23日，Team XII舉行「代號XII」公演首演[90]。

### 2017年
- 1月7日，在上海梅賽德斯-奔馳文化中心舉辦了第三屆金曲大賞「SNH48第三屆年度金曲大賞BEST 50」[91][92]。
- 1月12日，以瀋陽為據點的姊妹團體SHY48成立，在瀋陽新開設的星夢劇院進行公演[93]；同日，在上海浅水湾文化艺术中心剧院举办了SNH48出道四周年特别演出[94]。
- 1月27—28日，与李玟和林俊杰合作2017年中国中央电视台春节联欢晚会上海分会场节目，这是SNH48建团历史上首次参加央视春晚。
- 3月3日，于Team HII“十八个闪耀瞬间”公演上宣布王璐辞任Team HII队长职务，队长职务由吴燕文接任，张昕接替吴燕文担任副队长[95]。
- 3月13日，SNH48联合中银通发行2016偶像年度人气总决选TOP7成员曾艳芬、冯薪朵、莫寒、陆婷偶像专属纪念卡[96]。
- 3月17日，發行第15張EP《彼此的未来》[97]。
- 3月29日，官方宣佈将将4月8日定为“丝芭偶像节”，将在四地星梦剧院举办精彩纷呈的特别公演，并将推出一系列线上线下福利活动；同日，“丝芭偶像节”活動正式開啟[98]。
- 4月7日，以歐美風格為主的SNH48國際化小分隊「7SENSES」正式出道[99]。
- 4月8日，舉行“丝芭偶像节”特别公演[100]；同日，Team HII舉行「美麗世界」公演首演[101]。
- 4月28日，举行「我們向前衝」特殊公演首演; 同日，公佈5名八期生成員[102]。
- 5月4日，SNH48受邀出席央视激扬青春梦-2017年「5月的鲜花」五四青年节晚会。鞠婧祎代表SNH48接受了中国共青团颁发的“2017年‘激扬青春梦’五四优秀青年”荣誉。同时，鞠婧祎还为年轻一代送上了激情洋溢的青春赠言[103]。
- 5月19日，發行第16張EP《夏日檸檬船》[104]。
- 6月2日，举行SNH48第四届总决选启动仪式，并宣佈成立以重慶為中心的SNH48姊妹團體CKG48[105]。
- 6月3日，SNH48第三部紀錄片《我心翱翔》於星夢劇院首映[106]。
- 6月4日，SNH48联合招商银行发行2016偶像年度人气总决选TOP3成员鞠婧祎、李艺彤、黄婷婷偶像专属联名卡[107]。
- 6月16日，Team XII舉行「代号XII 2.0」公演首演[108]。
- 6月18日，Team NII鞠婧祎在万代南梦宫文化中心举办「《等不到你》－鞠婧禕生日Fan Meeting」[109]。
- 6月30日，Team SII舉行「第48区」公演首演[110]。
- 7月28日，在上海梅賽德斯-奔馳文化中心舉辦了SNH48第四届总决选预热演唱会[111]。
- 7月29日，在上海梅賽德斯-奔馳文化中心舉辦了SNH48 Group第四屆總決選演唱會及開票儀式，最終SNH48 Team NII的成員鞠婧禕以277781.3票獲得冠軍[112][113]；同日，開始招募SNH48九期生、BEJ48四期生、GNZ48四期生、SHY48四期生、CKG48二期生[114]。
- 8月19日，Team SII在武漢湖北劇場举办SNH48 Team SII 經典賞析會，活動由「咪咕音樂」冠名。
- 8月25日起，於SNH48星梦剧院咖啡舉行Mini live[115]。
- 9月8日，Team NII黃婷婷在万代南梦宫文化中心举办「《黑夜女神》－黃婷婷生日Fan Meeting」。
- 9月21日，在成都歡樂谷狂歡廣場举办「夏日泡泡Party」SNH48音樂派對 成都站，活動由「咪咕音樂」冠名。
- 9月25日，成都少城國際文創矽谷推介暨青羊區文創項目簽約儀式上，上海絲芭集團董事長王子杰宣布將在成都成立CGT48，隨後官方證實此消息[116]。
- 10月7日，Team NII舉行「以爱之名」公演首演[117]。
- 10月19日，發行第17張EP《那不勒斯的黎明》[118]。
- 10月27日，以重庆為據點的姊妹團體CKG48成立，在重庆新開設的星夢劇院進行新闻发布会[119]。
- 11月11日，Team NII舉行「以爱之名2.0」公演首演[120]。
- 11月18日，在上海国际时尚中心舉辦了SNH48 Group×米娜MINA第三屆年度風尚大賞，最終SNH48 Team SII成員戴萌获得本届风尚大赏的第一名[121]。
- 11月26日，在杭州浙話藝術劇院举办「西湖暖風來」SNH48 Team SII 杭州站，活動由「咪咕音樂」冠名。
- 12月3日，開始招募SNH48十期生、BEJ48五期生、GNZ48五期生、SHY48五期生、CKG48三期生[122]。
- 12月8日，SNH48 Group首部原创歌舞剧《向阳的星光》首演[123]。
- 12月15日，Team NII成员鞠婧祎自即日起晋升集团为已达到大众偶像级社会影响力的明星级艺人设立的SNH48 Group明星殿堂，成为SNH48自成立以为第一个晋升该明星殿堂的团员，鞠婧祎个人工作室也自即日起成立，鞠婧祎今后将以丝芭文化传媒集团旗下独立艺人身份进行演艺，表演和其他各类商业和社会活动[9]；Team X舉行「命运的X号」公演首演[124]。
- 12月22日，SNH48联合中國聯通发行「丝芭星沃卡」[125]。
- 12月23日，Team NII李艺彤在万代南梦宫文化中心举办「《梦之轨迹》－李艺彤生日Fan Meeting」。
- 12月24日，發行第18張EP《甜蜜盛典》[126]。

### 2018年
- 2月2日，在上海梅赛德斯-奔驰文化中心舉辦了SNH48 FAMILY GROUP暨SNH48出道五周年纪念演唱会。并宣布由冯薪朵、陆婷组成的子团体HO2以及由莫寒、李宇琪、孙芮、万丽娜、吕一组成的子团体BlueV正式出道[127]。
- 2月3日，在上海梅賽德斯-奔馳文化中心舉辦了SNH48 Group第四屆年度金曲大賞BEST 50，正式公布了SNH48首次團隊大重組的最終結果[128]：
  - 原Team XII宣布解散，并成立新队伍Team Future（简称Team Ft）；
  - Team SII、Team NII、Team HII、Team X进行成员重组分配，并宣布新任队长；
  - 12位9期生升格為正式成員，并加入Team Ft；
  - 由重组后剩余未分配队伍的成员及十期生组成的预备生队将在星梦剧院举行不定期的预备生汇报公演，其中表现优秀者经考核将进入正式队伍。
- 3月4日，在上海ModernSkyLAB举办「紅玫瑰與白玫瑰」SNH48 上海站，活動由「咪咕音樂」冠名。
- 3月17日，在廣州中央車站展演中心举办「紅玫瑰與白玫瑰」SNH48 廣州站，活動由「咪咕音樂」冠名。
- 3月23日，Team Ft舉行「梦想的旗帜」公演首演[129]。
- 3月26日，發行第19張EP《未來的樂章》[130]。
- 3月30日，Team HII舉行「New H Stars」公演首演[131]。
- 4月7日，在上海宝钢体育馆舉行首届「SNH48偶像运动会」，最终由Team SII夺得本届运动会团体总冠军[132]。
- 4月18日，開始招募十一期生[133]。
- 4月20日，在重慶文化宮大劇院举办「MIXING」SNH48×CKG48 重慶站，活動由「咪咕音樂」冠名。
- 5月17日，發行第20張EP《森林法則》[134]。
- 5月18日，Team HII舉行「頭號新聞」公演首演。同时，在公演上公布1位升格为正式成员的十期生戚予珠，并加入Team HII[135][136]。
- 5月25日，在湖南大劇院举办「長沙好恰」SNH48 長沙站，活動由「咪咕音樂」冠名。
- 5月26日，预备生「揭面计划」启动，所有加入该计划的预备生将以佩戴面具的形式参与各队公演。届时，粉丝可使用公演票根为支持的预备生投票，为其出道助力[137]。
- 6月9日，举行SNH48 Group第五届总决选启动仪式，并發表以下事項：
  - 与新浪微博双方共同打造总决选新浪微博独家应援通道，微博明星势力榜「SNH48总决选榜」也同时上线。成员个人所获得的微博「SNH48总决选榜」票数将在速报、中报、最终发表三个阶段并入SNH48 GROUP年度总决选票仓。
  - 「口袋48」迎来第一次系统重大升级，并正式发布「MATE48」小程序。「MATE48」在微信上线，是基于微信小程序的偶像内容UGC系统。
  - SNH48于爱奇艺播出的大型競演綜藝《梦想演播厅》，SNH48年度纪录片《砥砺前行》，由丝芭影视出品的电视剧《芸汐传》的预告片正式公布。
- 6月29日，SNH48 Group运营方上海丝芭文化传媒集团有限公司正式宣布，将开启首次全集团最大规模偶像艺人招募，进一步推动新生代优质偶像的培养。本届招募包括SNH48 Group成员招募、丝芭传媒集团偶像练习生（韩国模式练习生）与米娜演员工作室（影视表演艺人），不限男女，入选选手将接受国内外的专业艺人培训[138]。
- 7月10日，SNH48第四部紀錄片《砥砺前行》於星夢劇院首映[139]。
- 7月14日，于“梦想的旗帜”公演上公布1位升格为正式成员的十期生张敏淇，作为“揭面计划”首位升格预备生，并加入Team Ft[140]。
- 7月28日，在上海梅賽德斯-奔馳文化中心舉辦了SNH48 Group第五屆總決選演唱會及開票儀式，最終SNH48 Team HII的成員李藝彤以402040.4票问鼎冠軍[141]，同時宣布以下事項：
  - 在大宇未来资产和韩国Zanybros（英语：Zanybros）影视公司的共同协助下，SNH48 Group首个海外专属艺术培训基地正式启用，搭建海外交流的新平台，进一步整合资源，推动海外项目的拓展合作，逐步丰富业务层次；
  - SNH48 Group年度活动風尚大賞以及金曲大賞将首次离开上海，前往其他姐妹团所在地举行。第四屆年度風尚大賞于北京举行，第五屆年度金曲大賞于广州举行；
  - 丝芭影视电视连续剧《小夜曲》、《雪鹰领主》、《平行迷途》等影视剧于年内开拍[142]。
- 9月1日，Team Ft舉行「雙面偶像」公演首演。
- 9月7日，於SNH48 Group第四屆年度金曲大賞BEST 50上發表的小分隊「HO2」與「BlueV」正式出道。
- 9月8日，Team NII黃婷婷在梅赛德斯奔驰文化中心The Mixing Room举办「《光》－黃婷婷生日Fan Meeting」。
- 9月9日，于五周年全员答谢公演上，公布2位升格为正式成员的十期生刘洁、栾嘉仪，并加入Team NII。十期生周睿林、鲁静萍分别升格至Team NII和Team X[143]。
- 9月20日，在“2018世界人工智能大会”上，SNH48宣布联手美国人工智能公司ObEN合作，共同推出以SNH48 Group成员为原形创造的虚拟偶像[144]。
- 9月27日，SNH48 Group加入中国演出行业协会，成为中国演出行业协会理事单位。中国演出行业协会朱克宁会长及相关单位领导、北京丝芭传媒郭建良总经理出席了在BEJ48星梦剧院举办的中国演出行业协会理事单位授牌仪式。
- 9月28日，与Zupa Ztar合作的Zupa Ztar&SNH48联名店于上海世贸广场开幕。
- 10月10日，發行第21張EP《魔女的诗篇》。
- 10月27日，在北京水立方舉辦了SNH48 Group×米娜MINA第四屆年度風尚大賞，最終BEJ48 Team B成員青鈺雯获得本届风尚大赏的第一名。
- 11月2日，Team NII举行“N.E.W”过渡公演首演，同时，在公演上公布1位升格为正式成员的十一期生颜沁，并加入Team NII[145]。
- 11月23日，Team SII舉行「重生计划」公演首演。
- 12月20日，發行第22張EP《此刻到永远》。

### 2019年
- 1月19日，在廣州廣州體育館舉辦了SNH48 Group第五屆年度金曲大賞BEST 50，並公布了7人小組合及SNH48 Group戰略大重組的最終結果[146]：
  - 本屆金曲大賞的7人小組合最終由徐子軒、吳哲晗、楊冰怡、張怡、袁一琦、張丹三、張瓊予组成；
  - 宣布开启「SNH48 Group海外練習生」計劃，高崇、李佳恩、王秋茹、徐佳音、周睿林五名00後新生代成員，前往海外基地接受為期兩年的高水準封閉培訓；
  - 宣布成立「IDOLS Ft」，成員由SNH48 Group在籍的部分成員調整加入，此後將主要通過口袋48等自有渠道，及第三方合作的互聯網互動平台與粉絲互動，實現完全基於互聯網的偶像養成運營模式；
  - SNH48 Team Ft、SHY48 Team SIII、SHY48 Team HIII、CKG48 Team C、CKG48 Team K解散；
  - 对SNH48、BEJ48、GNZ48、SHY48、CKG48在籍成员实施重组；
  - 開始招募SNH48十二期生、BEJ48七期生、GNZ48七期生、SNH48 Group海外練習生[147]；
  - 对北上广以外分团开启授权特许经营模式。
- 1月26日，于“春晚特别公演”第一场发表以下事项：
  - 戴萌、莫寒分别辞任Team SII正、副队长职务，其中戴萌转任副队长；队长职务由钱蓓婷接任。
- 2月19日，SNH48明星殿堂成員鞠婧祎參與2019年中央广播电视总台元宵晚會，这是SNH48建团历史上首次参加央广视元宵晚會[148]。
- 2月27日，以欧美风格为主的SNH48国际化小分队「7SENSES」于韩国正式出道[149]。
- 3月3日，Team HII李艺彤在万代南梦宫文化中心举办「《墨迹测验》－李艺彤生日Fan Meeting」。
- 3月20日，發行第23張EP《我们的旅程》。
- 3月24日，Team NII冯薪朵在万代南梦宫文化中心举办「《SYNESTHESIA》－冯薪朵生日Fan Meeting」。
- 3月29日，Team X舉行「Girl X」公演首演。
- 4月13日，在上海宝山体育馆舉行「SNH48 Group第二屆偶像运动会」，最終由SNH48 Team HII奪得本屆運動會團體總冠軍。
- 5月10日，Team NII舉行「时之卷」公演首演。
- 5月15日，成员许佳琪、张语格、许杨玉琢代表SNH48与张艺兴、UNINE等人以亚洲青春组合名义，参与了亚洲文化嘉年华活动。
- 5月25日，發行第24張EP《那年夏天的梦》。同日，开始招募SNH48十三期生、BEJ48八期生及GNZ48八期生[150]。‬
- 6月14日，Team HII舉行「橘色奇迹」公演首演。
- 7月28日，在上海梅賽德斯-奔馳文化中心舉辦了SNH48 Group第六屆總決選演唱會及開票儀式，最終SNH48 Team HII的成員李艺彤以1483041.5票連霸冠軍，成為繼鞠婧禕後第二位晉升SNH48 Group明星殿堂的成員，同時宣布以下事項：
  - 丝芭影视电视连续剧《如意芳霏》、《十国千娇》、《雪鹰领主》、《慕南枝》等影视剧将于年内开拍；
  - SNH48 Group第六届年度金曲大賞BEST 50将于2019年12月21日在廣州體育館举行；
  - 通过SNH48 Group第五届年度金曲大賞BEST 50投票产生的七人小组合「DeMOON」正式出道；
  - 丝芭传媒携手腾讯视频、企鹅影视、七灵石动画共同出品的国产偶像动画《无限少女48》将于年底推出；
  - 丝芭传媒宣布SNH48 Group将携手爱奇艺合作，选拔SNH48 Group部分成员参与于2020年第一季度播出的《青春有你第二季》。
- 9月12-13日，Team HII成员李艺彤在SNH48星梦剧院举办的“你好！李艺彤”毕业公演后正式晋升SNH48 Group明星殿堂。
- 9月14日，發行第25張EP《時間的歌》。同日，于六周年特别公演上，公布4名升格为正式成员的十二期生[151]。
- 9月15日，以暗黑風為主的SNH48小分隊「DeMOON」正式出道。
- 10月10日，原定于10月12日在日本东京赤坂BLITZ举行首次SNH48 GROUP《重生計畫》日本巡演[152]，但受到超强台风海贝思登陆日本的影响而取消[153]。
- ‪11月11日，开始招募SNH48十四期生、BEJ48九期生、GNZ48九期生[154]。‬
- 11月17日，Team NII举行N队成队六周年庆公演，同时，在公演上公布1位升格为正式成员的十三期生张睿婕，并加入Team NII。
- 11月29日，Team SII举行S队成队六周年庆公演，同时，在公演上公布2位升格为正式成员的十三期生王贝妮、由淼，并加入Team SII。
- 12月12日，Team X舉行「遺忘的國度」公演首演。
- 12月21日，在廣州廣州體育館舉辦了SNH48 Group第六屆年度金曲大賞BEST 50，並宣布SNH48 Group第七屆總決選將首次移師廣州舉行。
- 12月28日，發行第26張EP《青春之翼》。

### 2020年
- 1月2日，丝芭传媒与上海笑源艺术团合作成立「JNR48」计划。JNR48将不定期选拔6—14岁的练习生，作为SNH48 Group的预备新生力量，该团体由上海笑源艺术团负责运营。[155]
- 1月15日，絲芭傳媒宣布SNH48 Group將派出10位成員參加由愛奇藝出品的女團選秀綜藝節目《青春有你2》，包括SNH48成員莫寒、張語格、許佳琪、宋昕冉、戴萌、孫芮、費沁源、許楊玉琢，BEJ48成員段藝璇、蘇杉杉。此举亦使得丝芭传媒成為歷屆同類綜藝中派员規模最大的廠牌。
- 4月8日，絲芭傳媒宣布SNH48 Group將派出7位成員參加由騰訊視頻出品的女團選秀綜藝節目《創造營2020》，包括SNH48成員趙粵、孫珍妮、李佳恩，BEJ48成員黃恩茹、陳倩楠、馬玉靈，GNZ48成員陳珂；同日，絲芭傳媒宣佈將成立首支虛擬偶像女團“五月薇VIV”，五月薇VIV將作為SNH48的虛擬偶像隊伍Team VI進行活動。
- 5月13日，絲芭傳媒宣布SNH48 Group將派出16位成員參加由騰訊視頻出品的偶像團體競演節目《炙熱的我們》，参与成员包括SNH48的陸婷、吳哲晗、孔肖吟、沈夢瑤、張昕、袁一琦、王曉佳、劉增艷、楊冰怡、汪佳翎、陳琳、謝天依，BEJ48成員青鈺雯，GNZ48成員劉力菲、鄭丹妮、張瓊予。
- 5月30日，Team SII成员许佳琪在《青春有你2》總決賽中獲得第三名，成为期间限定团体「THE9」的成員[156]。
- 6月13日，發行第27張EP《天晴了》。
- 7月4日，Team NII成员赵粤在《创造营2020》總決賽中獲得第二名，成为期间限定团体「硬糖少女303」的成員[157]。
- 8月1日，Team SII莫寒在万代南梦宫文化中心举办「《一起Together》－SNH48莫寒生日Fan Meeting」。
- 8月15日，在上海旗忠森林體育城網球中心舉辦了SNH48 Group第七屆總決選演唱會及開票儀式，最終SNH48 Team SII的成員孙芮以3533525票问鼎冠軍，同時宣布以下事項：
  - 丝芭传媒将以旗下品牌米娜时尚为原点，打造首个电商偶像女团“浪彩少女AfterWaves9”；
  - 丝芭传媒将与深圳卫视联合制作SNH48真人秀《下一站美好》；
  - 丝芭影视电视连续剧《如意芳霏》、《小夜曲》、《平行迷途》等影视剧即将上线。
- 8月15日，开始招募SNH48十五期生、BEJ48十期生、GNZ48十期生[158]。
- 9月3日，發行一期生畢業紀念EP《Take Me》。
- 9月4日，丝芭传媒于SNH48官网发布对SNH48 Group的队伍调整[159]：
  - 由於北京市受到新冠肺炎疫情的影響，BEJ48无法正常进行演藝活动。考虑到相关复演政策存在相当的不确定性，未来的营运环境短期内亦无法稳定。因此BEJ48部分成员移籍至SNH48活动，部分成员继续留在北京活动，但暂不划分设队伍。未来将视市场及政策情况决定BEJ48是否回归原本的常规活动。
  - IDOLS Ft兼CKG48成员李慧因在SNH48 Group第七届总决选中获得31名，宣布其移籍SNH48 Team SII，同时繼續兼任CKG48。
  - 依据SNH48 Group第七届总决选末位移籍机制的相关规则，SNH48成员江真仪、王欣颜甜甜、张嘉予移籍至IDOLS Ft。
  - 部分SNH48成员因个人或其他原因，无法正常参与SNH48活动，将暂时停止SNH48正式成员身份，脱离原有SNH48队伍归属，此后具体情况再行明确调整去向。
  - 由于SNH48一期生采用固定签约年限，部分诚实履约但未续约成员将在2020年10月后不再继续使用SNH48成员身份，已续约成员可将继续参与各项活动。
  - 自2021年起，于当年12月31日实际年龄满29岁的已出道成员，或由公司派往其他专业方向发展的成员，均可凭自主选择是否参加当年的「偶像人气总决选」及「金曲大赏」活动。
- 9月21日，丝芭传媒在上海新天地朗廷酒店举办2020浪彩少女AW9招商发布会，并宣布由陆婷、莫寒、戴萌、苏杉杉、钱蓓婷、刘增艳、张雨鑫、张怡、刘倩倩组成的专注电商运营的女子偶像团体浪彩少女AW9正式出道[160]。同日，运营宣布GNZ48 Team NIII成员刘倩倩兼任Team SII[161]。
- 10月2日，于「遗忘的国度」公演上公布4位升格为正式成员的十四期生闫娜、李星彦、邓歆玥、曲晨语，并加入Team X[162]。
- 10月3日，于SNH48星梦剧院举行「重生计划」公演暨一期生剧场告别公演。同时，在公演上公布4位升格为正式成员的十四期生卞楚娴、冯雨停、刘晨雪、陆叶卉，并加入Team SII[163][164]。
- 10月7日至8日，在上海东方艺术中心举办了SNH48“一期一会”纪念演唱会[165]。
- 10月19日，發行第28張EP《F.L.Y成長三部曲》。
- 11月1日至2021年1月31日，於上海世茂國際廣場舉行SNH48首個大型線下展覽“星夢之旅” [165]。
- 11月14日，Team SII举行《天黑请闭眼》S队7周年特别公演，同时，在公演上宣布段艺璇获委任为第四任Team SII队长[166]。
- 11月28日，Team X举行《艾克斯48》X队5周年特别公演。同时，在公演上宣布李钊辞任Team X队长职务，队长职务由杨冰怡接任[167]。
- 11月29日，Team NII举行《Ready or not》N队7周年特别公演。同时，在公演上宣布张雨鑫获委任为第四任Team NII队长[168]；同日，Team SII段藝璇在北京壹空間(甘露园店)举办「《世界上最了不起的事情》－SNH48段藝璇生日Fan Meeting」。
- 12月5日，Team HII举行《24个比利》H队6周年特别公演。同时，在公演上宣布万丽娜和张昕分别辞任Team HII队长和副队长职务，队长职务由沈梦瑶接任[169]。
- 12月19日，Team NII陸婷在万代南梦宫文化中心举办「《黑夜童話集》－SNH48陸婷生日Fan Meeting」。

### 2021年
- 1月16日，在上海静安体育中心舉辦了SNH48 Group第七屆年度金曲大賞BEST 50，同时宣布以下事项：
  - SNH48 GROUP第七届总决选TOP16成员将于2021年3月开启全国巡演；
  - 开始招募SNH48十六期生、BEJ48十一期生、GNZ48十一期生[170]。
- 2月6日，于Team NII及Team HII联合春晚主题公演上宣布SNH48 GROUP “星梦学姐”助燃星梦舞台计划正式启动。SNH48荣誉毕业生莫寒、张语格、吴哲晗、孔肖吟、戴萌、钱蓓婷将以“星梦学姐”的身份参与计划[171]。
- 3月14日，于Team SII白色情人节特别公演上宣布SNH48 GROUP最佳拍档活动正式启动[172]。
- 4月3日，于“遗忘的国度”公演上公布3位十五期生林佳怡、武博涵、禹佳蔚[173]。
- 4月4日，于“头号新闻”公演上公布3位十五期生张冉冉、张诗芸、张月铭[174]。
- 4月11日，于“时之卷”公演上宣布，SHY48一期生韩家乐以预备生身份自BEJ48移籍SNH48[175]。
- 5月1日，在上海久事体育旗忠网球中心举行SNH48 FAMILY第三届偶像运动会，最终由Team SII夺得本届运动会“最佳队伍”称号。
- 5月26日，發行第29張EP《怦然心动》。
- 6月16日，运营方公布SNH48 GROUP最佳拍档活动的冠、亚、季军，分别由蒋芸和王晓佳组合、许杨玉琢和张昕组合、洪静雯和唐莉佳组合获得[176]。
- 7月2日，Team X舉行「三角函数」公演首演。
- 7月9日，Team NII舉行「羽化成蝶」公演首演。
- 7月24日，Team HII舉行「终极任务」公演首演[177]。
- 8月6日，Mnet出品的女團選秀綜藝節目《Girls Planet 999》首播，SNH48 Group派出4位成員參加，包括SNH48成員馬玉靈、王秋茹，GNZ48成員梁娇、梁乔。
- 8月7日，在上海旗忠森林體育城網球中心舉辦了SNH48 Group第八屆總決選演唱會及開票儀式，最終SNH48 Team SII的成員孙芮以3123409票问鼎冠軍，运营方上海丝芭文化传媒集团在演唱会时宣布，将实施核心业务板块的重大重组，即日起正式更名为丝芭潮流文娱及品牌时尚集团[178]。同日，开始招募SNH48十七期生、BEJ48十二期生、GNZ48十二期生、CKG48五期生[179]。
- 9月9日，于“三角函数”公演上公布2位十六期生王依柳、熊紫轶。
- 9月10日，于“重生计划2.0”公演上公布3位十六期生贝楚涵、芦馨怡、朱涵佳。
- 9月20-21日，Team SII成员孙芮在SNH48星梦剧院举办的“好风上青云”毕业公演后正式晋升SNH48 Group明星殿堂。
- 10月13日，發行第30張EP《花戎》。
- 10月20日，运营方发布公告，由于Team HII成员郭爽有严重违规行为，决定将其降格为预备生[180]。
- 12月18日，Team SII舉行「幻镜」公演首演[181]。

### 2022年
- 1月8日，在上海舉辦了SNH48 Group第八屆年度金曲大賞BEST 50，同时宣布以下事项[182]：
  - 将启动十周年特别企划，包括十周年精选专辑、丝芭家族演唱会、十周年特殊公演、《最佳拍档》第二季、十周年特别版MINI LIVE、脱口秀特别企划、线上线下星梦嘉年华、十周年的限定周边；
  - SNH48 GROUP “星梦剧院MVP”正式升级为“星梦剧院年度之星”，将同时颁发月度之星、季度之星、年度之星荣誉。本年度将由SNH48、GNZ48、BEJ48、CKG48四团共同参与。
- 1月16日，在Team NII“羽化成蝶”公演上宣布赵佳蕊获委任为第五任Team NII队长。
- 2月4日，由该组合演唱的《梦想开始的地方》在2022年冬季奥林匹克运动会开幕式暖场环节中亮相。
- 3月1日，發行第2張專輯《绝无仅有的感动》。
- 3月11日，开始招募SNH48十八期生、BEJ48十三期生、GNZ48十三期生、CKG48六期生[183]。
- 6月10日，运营方上海丝芭文化传媒集团宣布，再次重组核心业务和企业构架，其控股公司即日更名为美踏控股[184]。
- 6月25日，發行第31張EP《海砂》。
- 8月20日，在广州融创大剧院舉辦了2022 SNH48 GROUP年度青春盛典女团之夜演唱会暨年度颁奖礼，最終SNH48 Team HII的成員沈梦瑶凭借演唱作品《预言》，以437589分的评分，夺得年度影响力成员金奖[185]。同日，开始招募SNH48十九期生、BEJ48十四期生、GNZ48十四期生、CKG48七期生[186]。
- 8月27日，于“开心一夏”公演上公布3位十七期生刘小涵、吕相宜、张文婷[187]。
- 10月2日，于Team HII“终极任务”公演上公布2位十七期生施未希、占迪[188]。
- 10月21日，發行第32張EP《丝路》。

### 2023年
- 2月25日，在苏州奥体中心舉辦了SNH48 Group第九屆年度金曲大賞BEST 50，同时宣布SNH48第五個官方姊妹團體CGT48成立，並啟動CGT48一期生招募活動及包括SNH48十九期生、BEJ48十五期生、GNZ48十五期生、CKG48八期生在内的全团联合招募[189]。同日，宣布“最佳拍档”第三季正式启动[190]。
- 5月2日，举行“命运的X号”新生公演首演，同时在公演上公布8位十八期生。
- 5月20日，發行第33張EP《爱的回响》。
- 8月5日，在上海浦发银行东方体育中心舉辦了2023 SNH48 GROUP年度青春盛典演唱会暨丝芭家族十周年演唱会，最终SNH48 Team HII的成员袁一琦凭借演唱作品《森林法则》，以335860.8分的评分，夺得年度影响力成员金奖。同时宣布以下事项[191]：
  - 发布2023-2024 SNH48 GROUP系列活动；
  - 正式重启组建BEJ48 TEAM B和TEAM E。CKG48星梦剧院将于2023年8月26日正式开业；
  - 2023年9月,星光组将赴海外拍摄MV及启动巡演计划。第十届年度金曲大赏将于2024年1月13日在成都举行。
  - SNH48联合GNZ48、BEJ48、CKG48、CGT48开始招募SNH48二十期生、BEJ48十六期生、GNZ48十六期生、CKG48九期生、CGT48二期生[192]。
  - 即日宣布启动出海战略，于未来五年内逐步开设海外分团及其专属剧场[193]。
- 9月30日，于“命运的X号”新生公演上公布6位十九期生[194]。
- 10月27日，发行第34张EP《NUMBER ONE》。
- 11月1日，于“命运的X号”新生公演上公布十九期生张瀚引[195]。
- 12月29日，Team X舉行“交X点”公演首演[196]。

### 2024年
- 1月13日，在成都凤凰山体育公园综合体育馆舉辦了SNH48 Group第十屆年度金曲大賞BEST 50，同時宣布開始招募SNH48二十一期生、BEJ48十七期生、GNZ48十七期生、CKG48十期生、CGT48三期[197]。
- 2月22日，宣布“最佳拍档”第四季正式启动[198]。
- 3月1日，發行第35張EP《因為你》。
- 3月16日，宣佈SNH48 Group偶像游学计划正式启动，並公佈6名20期新生将作为首批参与成员正式加入[199]。
- 5月5日，举行“代號XII 2.0”新生公演首演，並公布2名二十期生陈芷晴、潘力帼[200]。
- 6月1日，發行發行第36張EP《薄荷糖》。
- 6月15日，在上海世博创意秀场舉辦了SNH48 Group 第五届年度风尚大赏[201]。
- 6月28日，Team HII舉行“阿尔法之芯”公演首演。
- 7月12日，宣佈於杭州西戏開設星夢空間，各團成員和丝芭传媒旗下艺人将定期空降剧场演出[202]。

## 活动

### 自办活动
SNH48每年通常有四大年度活动，包括「偶像人气总决选」、「金曲大赏」、「风尚大赏」及「丝芭偶像节」。 「偶像人气总决选」是SNH48每年最重大的活动之一，是由粉丝购买指定EP为自己喜爱的成员进行投票，并以选举排名的形式来决定总决选回报EP的录制阵容及接下来一年SNH48的资源分配。 「金曲大赏」是SNH48由粉丝参与投票选择演出歌曲和现场演出阵容的演唱会，而排名最高的Unit曲及16人曲将获得定制专属MV，排名最高的Unit曲的Center成员也将额外获得拍摄单人MV的机会。 「风尚大赏」是SNH48一年一度的专属偶像时尚秀，以培养成员在时尚潮流领域下发展的活动。 「丝芭偶像节」是SNH48为深化偶像与粉丝的交流互动的活动，SNH48 Group会在各地星梦剧院举办特别公演，及推出一系列线上线下福利活动，醇厚偶像与粉丝的情感羁绊。
2017年，SNH48与咪咕音乐合作，陆续在中国各地举办「咪咕音乐现场」。是SNH48继剧场公演后，另一定期现场音乐公演活动。
| 名稱                                                        | 日期                                              | 地點                                                                        | 備註                                                          |
| ----------------------------------------------------------- | ------------------------------------------------- | --------------------------------------------------------------------------- | ------------------------------------------------------------- |
| 2013年                                                      |                                                   |                                                                             |                                                               |
| SNH48@百脑汇全国簽唱握手会                                  | 9月21日 10月2日 10月3日 10月7日 10月20日 10月26日 | 成都 北京 南京 厦门 广州 上海                                               |                                                               |
| 2014年                                                      |                                                   |                                                                             |                                                               |
| SNH48第一屆總選舉                                           | 7月26日                                           | 上海国际体操中心                                                            | 首屆總決選 由ANA全日空航空冠名赞助                            |
| 2015年                                                      |                                                   |                                                                             |                                                               |
| SNH48年度金曲大賞BEST 30 2015                               | 1月31日                                           | 上海大舞台                                                                  | 首屆金曲大賞                                                  |
| SNH48第二屆總選舉                                           | 7月25日                                           | 上海梅賽德斯-奔驰文化中心                                                   | 第二屆總決選                                                  |
| SNH48上古世纪演唱会                                         | 9月8日                                            | 上海喜马拉雅中心                                                            | 2015 TOP16演出                                                |
| SNH48年度风尚大赏                                           | 10月31日                                          | 上海沪上红坊                                                                | 首屆风尚大赏                                                  |
| SNH48第二屆年度金曲大賞BEST 30                              | 12月26日                                          | 上海国际体操中心                                                            | 第二屆金曲大賞 由铃木汽车冠名赞助                             |
| 2016年                                                      |                                                   |                                                                             |                                                               |
| SNH48《源动力》特別握手会                                   | 4月30日                                           | 沈阳中街豫珑城                                                              |                                                               |
| SNH48第三屆總決選                                           | 7月30日                                           | 上海梅賽德斯-奔驰文化中心                                                   | 第三屆總決選 由梦幻西游冠名赞助                               |
| SNH48第二屆年度风尚大赏                                     | 11月5日                                           | 上海世博創意秀場                                                            | 第二屆风尚大赏                                                |
| 2017年                                                      |                                                   |                                                                             |                                                               |
| SNH48第三屆年度金曲大賞BEST 50                              | 1月7日                                            | 上海梅賽德斯-奔驰文化中心                                                   | 第三屆金曲大賞 由铃木汽车冠名赞助                             |
| 《等不到你》－SNH48鞠婧祎生日Fan Meeting                    | 6月18日                                           | 上海萬代南夢宮上海文化中心                                                  |                                                               |
| SNH48 Group第四屆總決選                                     | 7月29日                                           | 上海梅賽德斯-奔驰文化中心                                                   | 第四屆總決選 由LIVE直播冠名赞助                               |
| 【咪咕音乐现场】“城市源の力”SNH48 Team SII经典赏析会 武漢站 | 8月19日                                           | 武漢湖北劇場                                                                |                                                               |
| 《黑夜女神》－SNH48黄婷婷生日Fan Meeting                    | 9月8日                                            | 上海萬代南夢宮上海文化中心                                                  |                                                               |
| 【咪咕音乐现场】“夏日泡泡Party”SNH48音乐派对 成都站         | 9月21日                                           | 成都欢乐谷狂欢广场                                                          |                                                               |
| SNH48 Group×米娜MINA第三屆年度风尚大赏                      | 11月18日                                          | 上海國際時尚中心                                                            | 第三屆风尚大赏 由沐水冠名赞助                                 |
| 【咪咕音乐现场】“西湖暖风来”SNH48 Team SII 杭州站           | 11月26日                                          | 杭州浙话艺术剧院                                                            |                                                               |
| 《梦之轨迹》－SNH48李艺彤生日Fan Meeting                    | 12月23日                                          | 上海萬代南夢宮上海文化中心                                                  | 由小米冠名赞助                                                |
| 2018年                                                      |                                                   |                                                                             |                                                               |
| SNH48 Group第四屆年度金曲大賞BEST 50                        | 2月3日                                            | 上海梅賽德斯-奔驰文化中心                                                   | 第四屆金曲大賞 由小米冠名赞助                                 |
| 【咪咕音乐现场】“红玫瑰与白玫瑰”SNH48 上海站                | 3月4日                                            | 上海ModernSkyLAB                                                            |                                                               |
| 【咪咕音乐现场】“红玫瑰与白玫瑰”SNH48 广州站                | 3月17日                                           | 广州中央车站展演中心                                                        |                                                               |
| SNH48偶像运动会                                             | 4月7日                                            | 上海宝钢体育馆                                                              | 首屆偶像运动会 由UGG冠名赞助                                  |
| 【咪咕音乐现场】“MIXING”SNH48×CKG48 重庆站                  | 4月20日                                           | 重庆文化宫大剧院                                                            |                                                               |
| 【咪咕音乐现场】“长沙好恰”SNH48 长沙站                      | 5月25日                                           | 湖南大剧院                                                                  |                                                               |
| 【咪咕音乐现场】“砥砺前行”SNH48全国巡回演唱会               | 6月2日 6月8日 6月16日 6月24日 6月30日             | 深圳蛇口剧院 北京糖果TANGO三层 武汉湖北剧场 厦门嘉庚剧场 成都世外桃源大剧院 | Team SII专场 Team Ft专场 Team HII专场 Team X专场 Team NII专场 |
| SNH48 Group第五屆總決選                                     | 7月28日                                           | 上海梅賽德斯-奔驰文化中心                                                   | 第五屆總決選                                                  |
| 《光》－SNH48黄婷婷生日Fan Meeting                          | 9月8日                                            | 上海梅賽德斯-奔馳文化中心The Mixing Room                                    |                                                               |
| SNH48 Group×米娜MINA第四屆年度风尚大赏                      | 10月27日                                          | 北京國家游泳中心                                                            | 第四屆风尚大赏 由Skechers、三只松鼠、舒蕾、Timberland冠名赞助 |
| 2019年                                                      |                                                   |                                                                             |                                                               |
| SNH48 Group第五届年度金曲大赏BEST 50                        | 1月19日                                           | 廣州體育館                                                                  | 第五屆金曲大賞                                                |
| 《墨迹测验》－SNH48李艺彤生日Fan Meeting                    | 3月3日                                            | 上海萬代南夢宮上海文化中心                                                  |                                                               |
| 《SYNESTHESIA》－SNH48冯薪朵生日Fan Meeting                 | 3月24日                                           | 上海萬代南夢宮上海文化中心                                                  |                                                               |
| SNH48 Group第二届偶像运动会                                 | 4月13日                                           | 上海宝山体育馆                                                              | 第二届偶像运动会 由PONY中国、哈尔滨啤酒冠名赞助               |
| SNH48 Group第六屆總決選                                     | 7月27日                                           | 上海梅賽德斯-奔驰文化中心                                                   | 第六屆總決選                                                  |
| SNH48 Group第六届年度金曲大赏BEST 50                        | 12月21日                                          | 廣州體育館                                                                  | 第六屆金曲大賞 由哈尔滨啤酒冠名赞助                           |
| 2020年                                                      |                                                   |                                                                             |                                                               |
| 《一起Together》－SNH48莫寒生日Fan Meeting                  | 8月1日                                            | 上海萬代南夢宮上海文化中心                                                  |                                                               |
| SNH48 Group第七屆總決選                                     | 8月15日                                           | 上海旗忠网球中心                                                            | 第七屆總決選                                                  |
| SNH48線下大型展－《星夢之旅》                               | 11月1日－2021年1月31日                            | 上海世茂國際廣場                                                            | 一期生畢業紀念展覽                                            |
| 《世界上最了不起的事情》－SNH48段艺璇生日Fan Meeting        | 11月29日                                          | 北京壹空间(甘露园店)                                                        |                                                               |
| 《黑夜童话集》－SNH48陆婷生日Fan Meeting                    | 12月19日                                          | 上海萬代南夢宮上海文化中心                                                  |                                                               |
| 2021年                                                      |                                                   |                                                                             |                                                               |
| SNH48 Group第七届年度金曲大赏BEST 50                        | 1月16日                                           | 上海静安体育中心                                                            | 第七屆金曲大賞                                                |
| SNH48 FAMILY第三届偶像运动会                                | 5月1日                                            | 上海久事体育旗忠网球中心                                                    | 第三届偶像运动会                                              |
| SNH48 Group第八屆總決選                                     | 8月7日                                            | 上海旗忠网球中心                                                            | 第八屆總決選                                                  |
| 《光的影子》－SNH48袁一琦生日Fan Meeting                    | 11月6日                                           | 上海萬代南夢宮上海文化中心                                                  |                                                               |
| 《1998》－SNH48沈梦瑶生日Fan Meeting                        | 11月28日                                          | 上海萬代南夢宮上海文化中心                                                  |                                                               |
| 2022年                                                      |                                                   |                                                                             |                                                               |
| SNH48 Group第八届年度金曲大赏BEST 50                        | 1月8日                                            | 上海                                                                        | 第八屆金曲大賞                                                |
| 2022 SNH48 GROUP年度青春盛典                                | 8月20日                                           | 广州融创大剧院                                                              |                                                               |
| 2023年                                                      |                                                   |                                                                             |                                                               |
| SNH48 Group第九届年度金曲大赏BEST 50                        | 2月25日                                           | 苏州奥林匹克体育中心体育馆                                                  | 第九屆金曲大賞                                                |
| 2023 SNH48 GROUP年度青春盛典                                | 8月5日                                            | 上海浦发银行东方体育中心                                                    |                                                               |
| SNH48 GROUP第四届偶像运动会                                 | 11月11日                                          | 杭州体育馆                                                                  | 第四届偶像运动会                                              |
| 2024年                                                      |                                                   |                                                                             |                                                               |
| SNH48 Group第十届年度金曲大赏BEST 50                        | 1月13日                                           | 成都鳳凰山體育公園綜合體育館                                                | 第十屆金曲大賞                                                |
| 《LAST CHAPTER》－SNH48袁一琦音樂會暨生日Fan Meeting        | 3月16日                                           | 蜚声上海 PHASE LIVE HOUSE SHANGHAI                                          |                                                               |
| 2024 SNH48 GROUP年度青春盛典                                | 8月3日                                            | 上海體育館                                                                  |                                                               |

### 演唱会
| 名稱                                                                          | 日期                                         | 地點                                                                        | 備註                                                                                    |
| ----------------------------------------------------------------------------- | -------------------------------------------- | --------------------------------------------------------------------------- | --------------------------------------------------------------------------------------- |
| 2013年                                                                        |                                              |                                                                             |                                                                                         |
| 525 祈福雅安，SNH48春季新歌演唱會                                             | 5月25日                                      | 宝鋼大舞台                                                                  |                                                                                         |
| 中國移動「咪咕和Ta的朋友」～這些年，我們一起追過的SNH48～ SNH48廣州萬人演唱會 | 11月16日                                     | 广州国际体育演艺中心                                                        |                                                                                         |
| 2014年                                                                        |                                              |                                                                             |                                                                                         |
| SNH48出道一周年「红白对决」大型演唱会                                         | 1月18日                                      | 上海大舞台                                                                  |                                                                                         |
| SNH48第一屆總選舉演唱會                                                       | 7月26日                                      | 上海国际体操中心                                                            |                                                                                         |
| SNH48「出征！星梦中国行」2014全國巡迴演唱會                                   | 12月19日 12月20日 12月26日 12月27日 12月28日 | 南京青春剧院 北京剧院 广州蓓蕾剧院 深圳南山文体中心大剧院 杭州红星剧院      | 僅Team SII參與 僅Team NII參與 僅Team SII參與                                            |
| 2015年                                                                        |                                              |                                                                             |                                                                                         |
| SNH48年度金曲大賞BEST 30 2015                                                 | 1月31日                                      | 上海大舞台                                                                  |                                                                                         |
| SNH48「進擊！星夢中國行」2015全国巡迴演唱會                                   | 6月13日 6月20日 7月4日                       | 成都东郊记憶 长沙湖南大剧院 北京汇源空间                                    | 僅Team SII、Team HII參與 僅Team NII、Team HII參與 僅Team NII參與                        |
| SNH48第二屆總選舉演唱會                                                       | 7月25日                                      | 上海梅賽德斯-奔驰文化中心                                                   | 乐视网直播 广东卫视22:00延播                                                            |
| SNH48第二屆年度金曲大賞BEST 30                                                | 12月26日                                     | 上海國際體操中心                                                            | 騰訊視頻直播                                                                            |
| 2016年                                                                        |                                              |                                                                             |                                                                                         |
| SNH48 Group第三屆總決選演唱會                                                 | 7月30日                                      | 上海梅賽德斯-奔驰文化中心                                                   | 騰訊視頻直播 YouTube直播 广东卫视重播                                                   |
| 2017年                                                                        |                                              |                                                                             |                                                                                         |
| SNH48第三屆年度金曲大賞BEST 50                                                | 1月7日                                       | 上海梅賽德斯-奔驰文化中心                                                   | 騰訊視頻直播                                                                            |
| SNH48 Group第四屆總決選预热演唱會                                             | 7月28日                                      | 上海梅賽德斯-奔驰文化中心                                                   | LIVE直播直播 咪咕音乐直播 騰訊視頻直播 YouTube直播                                      |
| SNH48 Group第四屆總決選演唱會                                                 | 7月29日                                      | 上海梅賽德斯-奔驰文化中心                                                   | LIVE直播直播 咪咕音乐直播 騰訊視頻直播 YouTube直播 重慶卫视重播                         |
| 2018年                                                                        |                                              |                                                                             |                                                                                         |
| SNH48 FAMILY GROUP暨SNH48出道五周年纪念演唱会                                 | 2月2日                                       | 上海梅賽德斯-奔驰文化中心                                                   | 咪咕音乐直播 騰訊視頻直播 梨视频直播 百视通直播 今日头条直播 YouTube直播                |
| SNH48 Group第四屆年度金曲大賞BEST 50                                          | 2月3日                                       | 上海梅賽德斯-奔驰文化中心                                                   | 咪咕音乐直播 騰訊視頻直播 YouTube直播                                                   |
| 【咪咕音乐现场】“砥砺前行”SNH48全国巡回演唱会                                 | 6月2日 6月8日 6月16日 6月24日 6月30日        | 深圳蛇口剧院 北京糖果TANGO三层 武汉湖北剧场 厦门嘉庚剧场 成都世外桃源大剧院 | Team SII专场 Team Ft专场 Team HII专场 Team X专场 Team NII专场                           |
| SNH48 Group第五屆總決選演唱會                                                 | 7月28日                                      | 上海梅賽德斯-奔驰文化中心                                                   | 咪咕音乐直播 騰訊視頻直播 動感101直播 阿基米德FM直播 YouTube直播 NowJelli紫金国际台重播 |
| 2019年                                                                        |                                              |                                                                             |                                                                                         |
| SNH48 Group第五届年度金曲大赏BEST 50                                          | 1月19日                                      | 廣州體育館                                                                  | 咪咕音乐直播 騰訊視頻直播 YouTube直播                                                   |
| SNH48 Group第六屆總決選演唱會                                                 | 7月27日                                      | 上海梅賽德斯-奔驰文化中心                                                   | 咪咕音乐直播 動感101直播 YouTube直播                                                    |
| SNH48 Group第六届年度金曲大赏BEST 50                                          | 12月21日                                     | 廣州體育館                                                                  |                                                                                         |
| 2020年                                                                        |                                              |                                                                             |                                                                                         |
| SNH48 GROUP「花路之約」巡演                                                   | 7月18日 7月19日                              | 重慶寅派動力劇場 成都川秀變臉劇場                                           | 《青春有你2》、《創造營2020》未出道參賽成員巡演 戴萌、许杨玉琢及張語格缺席              |
| SNH48 Group第七屆總決選演唱會                                                 | 8月15日                                      | 上海旗忠网球中心                                                            | 咪咕音乐直播（付费观看） 騰訊視頻直播（付费观看） 動感101直播                           |
| SNH48“加冕之夜”在線演唱會                                                     | 8月20日                                      | SNH48星夢劇院                                                               | 酷狗直播直播（付费观看）                                                                |
| SNH48一期生“一期一會”紀念演唱會                                               | 10月7日 10月8日                              | 东方艺术中心                                                                | 网易云音乐直播（付费观看）                                                              |
| 2021年                                                                        |                                              |                                                                             |                                                                                         |
| SNH48 Group第七届年度金曲大赏BEST 50                                          | 1月16日                                      | 上海静安体育中心                                                            | 咪咕音乐直播（付费观看） YouTube直播                                                    |
| SNH48 GROUP「川粤时空守沪」巡演                                               | 4月17-18日                                   | 成都潮音多功能剧场                                                          | 成都站                                                                                  |
| SNH48 GROUP「最佳拍档」武汉巡演                                               | 5月22-23日                                   | 武汉东湖文化交流中心                                                        |                                                                                         |
| SNH48 Group第八屆總決選演唱會                                                 | 8月7日                                       | 上海旗忠网球中心                                                            | 咪咕音乐直播（付费观看） 騰訊視頻直播（付费观看） YouTube直播                           |
| 第八届SNH48年度总决选 TOP16"星光组"答谢巡演                                   | 10月5-6日                                    | 杭州新天地太阳剧场                                                          | 杭州站                                                                                  |
| 第八届SNH48年度总决选 TOP16"星光组"答谢巡演                                   | 10月22、24日                                 | GNZ48星梦剧院                                                               | 广州站 微博直播（付费观看）                                                             |
| 2022年                                                                        |                                              |                                                                             |                                                                                         |
| SNH48 Group第八届年度金曲大赏BEST 50                                          | 1月8日                                       | 上海                                                                        | 哔哩哔哩直播（付费观看）                                                                |
| 2022 SNH48 GROUP年度青春盛典演唱会                                            | 8月20日                                      | 广州融创大剧院                                                              | 微博直播（付费观看） 哔哩哔哩直播（付费观看）                                           |
| SNH48 GROUP「古画」国风演唱会                                                 | 9月3日                                       | 杭州新天地太阳剧场                                                          | 杭州站                                                                                  |
| SNH48 GROUP「古画」国风演唱会                                                 | 9月11-12日                                   | SNH48星梦剧院                                                               | 上海站                                                                                  |
| SNH48 GROUP「最佳拍档」第二季长沙巡演                                         | 9月15-16日                                   | 长沙MAO Livehouse                                                           | 长沙站                                                                                  |
| 2023年                                                                        |                                              |                                                                             |                                                                                         |
| SNH48 Group第九届年度金曲大赏BEST 50                                          | 2月25日                                      | 苏州奥林匹克体育中心体育馆                                                  |                                                                                         |
| 「最佳拍档」第三季郑州巡演                                                    | 5月20日                                      | 郑州橙空间                                                                  | 郑州站                                                                                  |
| 最佳拍档第三季「拍档大会」专属演唱会                                          | 6月3日                                       | 国家会展中心（上海）虹馆EH                                                  |                                                                                         |
| 「最佳拍档」第三季南京巡演                                                    | 6月10日                                      | 南京稻香音乐空间                                                            | 南京站                                                                                  |
| 「最佳拍档」第三季重庆巡演                                                    | 6月30日                                      | 重庆蜚声livehouse                                                           | 重庆站                                                                                  |
| 「最佳拍档」第三季成都巡演                                                    | 7月2日                                       | CGT48星梦剧院                                                               | 成都站                                                                                  |
| TEAM X 《艾克斯的神迹》周年庆巡演                                             | 7月7-8日                                     | CGT48星梦剧院                                                               | 成都站                                                                                  |
| 2023 SNH48 GROUP年度青春盛典演唱会暨丝芭家族十周年演唱会                      | 8月5日                                       | 上海浦发银行东方体育中心                                                    | 口袋48直播（仅限年度青春盛典部分） 抖音直播（付费观看，仅限演唱会部分）                 |

## 劇場公演

### 线上公演
| 序號 | 公演名稱       | 日期                   | 場次 |
| ---- | -------------- | ---------------------- | ---- |
| 1    | 新手牵手       | 2020年3月7日－6月6日   | 5场  |
| 2    | 最强的未知数   | 2020年4月5日－5月4日   | 3场  |
| 3    | ON STAGE       | 2020年4月19日－8月7日  | 11场 |
| 4    | 森林奇境       | 2022年4月3日           | 1场  |
| 5    | 银河漫游       | 2022年4月4日           | 1场  |
| 6    | 梦与星光的海底 | 2022年4月11日          | 1场  |
| 7    | 不思议迷宫     | 2022年4月12日          | 1场  |
| 8    | 中心打歌舞台   | 2022年4月23日－5月14日 | 6场  |

### 其他剧场的公演
SNH48 GROUP
| 序號 | 公演名稱             | 日期          | 剧场         | 場次 |
| ---- | -------------------- | ------------- | ------------ | ---- |
| 1    | 三团联合春晚主题公演 | 2021年1月24日 | 重庆寅派动力 | 1場  |

SNH48
| 序號 | 公演名稱            | 日期          | 剧场                   | 場次 |
| ---- | ------------------- | ------------- | ---------------------- | ---- |
| 1    | Give Me Power!      | 2013年1月12日 | 上海淺水灣文化藝術中心 | 1場  |
| 2    | 大家好，我们是SNH48 | 2017年1月12日 | 上海淺水灣文化藝術中心 | 1場  |

Team SII
| 序號 | 公演名稱 | 日期                | 剧场                        | 場次 |
| ---- | -------- | ------------------- | --------------------------- | ---- |
| 1    | 心的旅程 | 2016年6月18日、19日 | BEJ48星梦剧院               | 2場  |
| 2    | 心的旅程 | 2016年7月7日、8日   | GNZ48星梦剧院               | 2場  |
| 3    | 第48区   | 2017年12月1日、2日  | CKG48星梦剧院               | 2場  |
| 4    | 重生计划 | 2019年6月2日        | GNZ48星梦剧院               | 1場  |
| 5    | 重生计划 | 2020年9月12日、13日 | GNZ48星梦剧院               | 2場  |
| 6    | 重生计划 | 2021年1月22日       | 重庆寅派动力                | 1場  |
| 7    | 幻镜     | 2023年3月4-5日      | 北京菁英梦谷·常营WeShowLive | 2場  |

Team NII
| 序號 | 公演名稱 | 日期                 | 剧场                         | 場次 |
| ---- | -------- | -------------------- | ---------------------------- | ---- |
| 1    | 專屬派對 | 2016年10月26日、27日 | BEJ48星梦剧院                | 2場  |
| 2    | 時之卷   | 2019年6月9日         | BEJ48星梦剧院                | 1場  |
| 3    | 時之卷   | 2019年9月21日        | 安徽新华学院大礼堂           | 1場  |
| 4    | 時之卷   | 2023年2月18日        | 西安西演SPACE·创意谷展演中心 | 1場  |
| 5    | 应许之地 | 2023年7月21、22日    | GNZ48星梦剧院                | 2場  |
| 6    | 应许之地 | 2023年8月19日        | 北京菁英梦谷·常营WeShowLive  | 1場  |

Team HII
| 序號 | 公演名稱           | 日期                | 剧场                 | 場次 |
| ---- | ------------------ | ------------------- | -------------------- | ---- |
| 1    | 偶像的黎明         | 2016年6月25日、26日 | GNZ48星梦剧院        | 2場  |
| 2    | Beautiful World    | 2017年7月5日、6日   | BEJ48星梦剧院        | 2場  |
| 3    | “开心一夏”特别公演 | 2022年7月30日       | 重庆南岸文化艺术中心 | 1場  |
| 4    | 终极任务           | 2022年7月31日       | 重演时代艺术中心     | 1場  |
| 5    | 终极任务           | 2022年8月13日       | GNZ48星梦剧院        | 1場  |
| 6    | 终极任务           | 2022年9月3日        | 杭州新天地太阳剧场   | 1場  |
| 7    | 终极任务           | 2023年4月8日        | 武汉看见展演中心     | 1場  |
| 8    | 终极任务           | 2023年4月14日       | 北京木偶剧院         | 1場  |
| 9    | 终极任务           | 2023年4月16日       | 天津津湾大剧院       | 1場  |

Team X
| 序號 | 公演名稱   | 日期                | 剧场               | 場次 |
| ---- | ---------- | ------------------- | ------------------ | ---- |
| 1    | 夢想的旗幟 | 2017年3月29日、30日 | SHY48星梦剧院      | 2場  |
| 2    | 夢想的旗幟 | 2017年5月5日、6日   | BEJ48星梦剧院      | 2場  |
| 3    | 三角函数   | 2021年6月26日       | 青岛博兰斯勒大剧院 | 1场  |

Team XII
| 序號 | 公演名稱 | 日期                | 剧场          | 場次 |
| ---- | -------- | ------------------- | ------------- | ---- |
| 1    | 代號XII  | 2017年5月20日、21日 | GNZ48星梦剧院 | 2場  |

## 子團體

### 小组合
| 組合名稱    | 成員                                               | 備註                                                                    |
| 活動中      | 活動中                                             | 活動中                                                                  |
| ----------- | -------------------------------------------------- | ----------------------------------------------------------------------- |
| 7SENSES     | 趙粵、孔肖吟、戴萌、許楊玉琢、許佳琪、陳琳、張語格 | 主打Girl Crush风格的七人国际小分队，由歌舞才藝突出的成員組成            |
| 活動暂停    |                                                    |                                                                         |
| 浪彩少女AW9 |                                                    |                                                                         |
| Color Girls | 費沁源、謝妮、洪珮雲、楊冰怡、孫珍妮               | 由SNH48团内00後成員组成的可愛風小分队                                   |
| HO2         | 馮薪朵、陸婷                                       | 以“二重唱女子组合”为定位的双人组合                                      |
| BlueV       | 李宇琪、莫寒、万丽娜、吕一、孙芮                   | “Blue”寓意着由SNH48所孵化，“V”代表5的同时也代表了五位成员五种不同的属性 |
| DeMOON      | 徐子軒、吴哲晗、杨冰怡、张怡、袁一琦、张琼予       | SNH48 GROUP暗黑风格小分队                                               |

### 企劃組合
| 組合名稱    | 成員 | 備註 |
| ----------- | --- | --- |
| Seine River | 趙嘉敏、鞠婧禕、李藝彤 | SNH48第二屆總選舉TOP3組成的小分隊 |
| 電眼少女隊  | 莫寒、王曉佳、孫芮、陳觀慧、錢蓓婷、汪束、陳音、張嘉予 | 由SNH48团内成員中的遊戲高手組成的小分隊 |
| Style-7     | 1st：許佳琪、王璐、吳哲晗、曾艷芬、張語格、戴萌、邱欣怡 2nd：許佳琪、吳哲晗、戴萌、陸婷、王璐、孫珍妮、陳倩楠 3rd：戴萌、許佳琪、陳倩楠、李宇琪、吳哲晗、錢蓓婷、張丹三 4th：青鈺雯、陳美君、王詩蒙、林溪荷、林楠、閆明筠、高志嫻 | SNH48年度風尚大賞選出的一個以時尚為定位的七人限定小分隊 |
| Team SUZUKI | V-Strom 650：陳觀慧、戴萌、孔肖吟、李宇琪、莫寒、徐晨辰、許佳琪、張語格 | Team SUZUKI將分成V-Strom 650 SNH48、Jimmy SNH48集結，雙方以MV，由粉絲為喜愛的隊伍投票，鈴木汽車將限定生產由獲胜隊伍MV成員獨家設計的V-Strom 650 SNH48或Jimmy SNH48紀念版車型。 |
| Team SUZUKI | Jimny：馮薪朵、龔詩淇、黃婷婷、陸婷、李藝彤、萬麗娜、易嘉愛、曾艷芬 | Team SUZUKI將分成V-Strom 650 SNH48、Jimmy SNH48集結，雙方以MV，由粉絲為喜愛的隊伍投票，鈴木汽車將限定生產由獲胜隊伍MV成員獨家設計的V-Strom 650 SNH48或Jimmy SNH48紀念版車型。 |
| FOCUS-16    | 張語格、張笑盈、菅瑞靜、何曉玉、林楠、房蕾、陳韞凌、陳問言、韓家樂 | SNH48風尚大賞点赞数最高的16名成员将成为FOCUS-16，入选成员将优先参与杂志拍摄等时尚类活动。                                                                                     |

## 應用程式
运营中：
- 口袋48

「口袋48」是SNH48 Group的官方手机端應用程式。粉丝可以通过「口袋48」應用程式关注SNH48 Group的独家动态，了解SNH48 Group的信息动态、最新照片、最热视频等，也可以關注成員們的最新动态。SNH48 Group成员会通过「口袋48」直播、电台、口袋房间与粉丝交流互动，粉丝亦可以透过「口袋48」观看SNH48 Group的公演和Mini Live直播，参与SNH48 Group的官方活动，与成员进行云握手，分享个人动态等。
- 48Fun

「48Fun」是SNH48 Group的官方娱乐平台手机端應用程式。「48Fun」是为SNH48 Group的偶像们打造的游戏直播平台，粉丝可以通过「48Fun」观看SNH48 Group官方娱乐日常直播。目前程式中的遊戲有：狼人殺、你說我猜等。
- 戀愛48天

「恋爱48天」是一款偶像模拟养成休闲娱乐游戏。游戏中，玩家扮演的是SNH48 Group的总监督，负责一切剧场公演、团员训练等事宜，也能与SNH48 Group所有成员产生甜蜜link。
停止运营：
- 星梦学院

「星梦学院」是SNH48官方正版授权手游，以培养SNH48偶像为主题。粉丝可以加入、招募、养成SNH48成员，组建自己的专属女团。同时，粉丝们还可以体验SNH48从刚刚成立到如今成为中国第一女子天团，一路上的辛酸喜悦、点点滴滴。2018年1月4日停止更新服务器。2018年9月21日关闭所有服务器。
- 星梦想48

「星梦想48」是一款偶像养成类音乐手游。通过打歌、公演、外务等游戏功能，让玩家逐步将自己喜爱的成员培养成闪耀的明星。3D角色设计；成员真人配音；大量经典歌曲。2019年5月20日关闭所有服务器。
- 48狼人杀

「48狼人杀」是一款以语言描述推动的、较量口才和分析判断能力的策略类偶像社交游戏。最近距离和偶像成员玩游戏，面对面参与同名综艺，让每个玩家都能够身临其境的体验偶像综艺的魅力。目前功能已经与「48Fun」合拼。

## 獎項
| 年份 | 獎項 |
| ---- | --- |
| 2013 | - 第6屆音樂風雲榜新人盛典 - 最具潛力組合獎 |
| 2014 | - 第21届东方风云榜颁奖盛典 - 东方新人 - 第2届音悦V榜年度盛典 - 内地最佳新人组合奖 |
| 2015 | - 第22届东方风云榜颁奖盛典 - 本地杰出艺人奖；年度最佳组合（提名） - 第15屆音樂風雲榜 - 年度最具潛力內地新人組合 - 2015時尚星秀年度星秀人物盛典 - 年度风尚偶像组合奖 - 2015chic&fun男人装先锋派对 - 2015男人装年度先锋组合奖 - WebTVAsia頒獎盛典 - 最具突破性藝人獎 - 2015国际时尚周 - 时尚榜样奖 - 尖叫2016愛奇藝之夜 - 年度音樂大獎 |
| 2016 | - 第23届东方风云榜颁奖盛典 - 全民选择組合；年度最具突破獎 - 第16届音乐风云榜 - 媒体推荐组合奖 - 2016嘉人國際美妝大獎颁奖典禮 - 嘉人國際美妝大獎 - 2016乐视生态共享之夜 - 乐视生态年度最受欢迎内地女团 - 亚洲新歌榜2016年度盛典 - 年度最佳团体；年度最佳MV - 2016騰訊視頻星光大賞 - 年度青春大势女团 - 音樂先鋒榜2016年度頒獎禮 - 最具人气先锋组合；年度十大金曲 - 第11届勁歌王音樂盛典 - 最佳組合；最具人气组合；國語金曲奖 - 第4届中国音乐产业大会 - 年度贡献奖 - 2016北京国际微电影节 - 微博人气选择奖                     |
| 2017 | - 2016上海影响力颁奖盛典 - 上海影响力大奖 - 2017微博之夜 - 年度人气组合 - 中联榜盛典 - 年度最佳组合；十大金曲 - 第24届东方风云榜颁奖盛典 - 年度飞跃组合奖；年度最佳流行合作奖 - 第17届音乐风云榜 - 最受关注组合 - 激扬青春梦-2017年「5月的鲜花」五四青年节晚会 - 五四优秀青年荣誉 - MusicRadio「中国TOP排行榜」颁奖盛典 - 年度全媒体推荐大奖 - 2017腾讯视频&MTV亚洲金曲大赏 - 年度腾讯视频最佳演唱会 - 粉丝网2017“爱突破∣TOP”粉丝盛典 - 年度最具人气团体；粉丝网年度最具战斗力粉丝团 - 第十一届音乐盛典咪咕汇 - 年度飞跃组合 |
| 2018 | - 2017网易薄荷星态度奇遇夜 - 年度人气团体 - 2017腾讯兴趣部落“心赏之夜”年度盛典 - 年度「心」赏人气团体奖 - 2018全球中文音乐榜上榜年度盛典 - 年度最佳组合 - 第25届东方风云榜颁奖盛典 - 最佳组合奖 - 亚洲新歌榜2018年度盛典 - 最佳团体 - 2018“音乐中国”博览会 - 2017年中国小型演唱会机构五强 - 2018直播最大V - 2018微博·一直播年度最佳合作獎 |
| 2019 | - 第3屆Soribada最佳音樂大獎 - 新韓流海外Entertainment賞 |
| 2020 | - 2020QQ音乐扑通心动表彰大会 - 最炙热舞台奖 |

## 注解
1. ↑  仅限于2020年10月8日的场次
2. ↑  仅限于2021年10月24日的场次
3. ↑  该场公演为先行版公演
4. ↑  实际已于2021年3月24日单方面宣布离队
5. ↑  实际至迟已于2022年7月26日离队

## 外部連結
- SNH48官方網站
- SNH48官方直播
- SNH48 VIP会员俱乐部
- SNH48官方商城
- SNH48的新浪微博
- SNH48的Facebook專頁
- YouTube上的SNH48頻道
- YouTube上的口袋48頻道
- SNH48官方账号的哔哩哔哩个人空间